# Erinnyis yucatana
Erinnyis yucatana (Druce, 1888) è un lepidottero appartenente alla famiglia Sphingidae, diffuso in America Centrale.

## Descrizione

### Adulto
Sebbene il disegno dell'ala anteriore ricordi da vicino quello osservabile in alcuni membri del genere Isognathus, questa specie se ne discosta nettamente per la presenza, sulla pagina superiore dell'ala posteriore, di una campitura arancio-brunastra.

Il dimorfismo sessuale ricorda quello riscontrabile in E. ello ed in E. obscura, con il maschio che rivela nell'ala anteriore una scura banda mediana longitudinale, ad andamento zigzagante, totalmente assente nella femmina.

Nell'ala posteriore, il margine esterno è bordato di marrone scuro in ambo i sessi, con una macchia bipartita bianca e grigiastra in prossimità dell'angolo anale.

La pagina inferiore delle ali appare rossastra o marroncina nella parte basale, tendente al marrone scuro via via che ci si sposta verso il termen, praticamente senza distinzione tra i sessi.

Il torace e l'addome appaiono grigiastri a livello dorsale e marroncini chiari nella zona ventrale, leggermente più chiari nella femmina; sono assenti le bande dorsali scure nell'addome.

Nel primo paio di zampe si nota una doppia fila di speroni basitarsiali, almeno a livello prossimale.

Le antenne sono filiformi e appena uncinate alle estremità, con una lunghezza compresa tra un terzo e metà di quella della costa.

Nel genitale maschile i lobi dell'uncus risultano più corti di quelli dello gnathos. L'edeago ha struttura diversa da quanto osservabile in altre specie congeneri, con la parte dentata del margine destro più corta, così come la sinistra, e con un numero molto ridotto di setae; il processo apicale appare abbastanza pronunciato, con una corta carena in posizione subapicale ed una singola seta all'apice.

L'apertura alare va da 92 a 96 mm.

Erinnyis yucatana ♂
Erinnyis yucatana ♂  △

### Larva
Il bruco è verde-giallastro, con il cornetto caudale più scuro e alquanto sviluppato.

### Pupa
La crisalide è anoica, lucida e nerastra, con disegni arancioni, ed un cremaster poco sviluppato. Si può rinvenire entro un bozzolo posto a scarsa profondità nella lettiera del sottobosco. La fase pupale dura circa quattordici giorni.

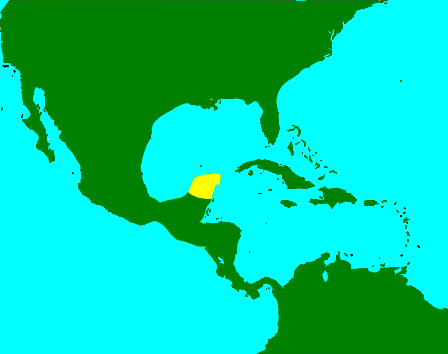
La penisola messicana dello Yucatán, locus typicus della specie

## Distribuzione e habitat
L'areale di questa specie è limitato esclusivamente all'ecozona neotropicale, comprendendo il Belize, 
la Costa Rica, il Messico (locus typicus: Yucatán), e il Panama settentrionale (incerto).
L'habitat è rappresentato dalle foreste tropicali e subtropicali, dal livello del mare fino a zone collinari.

## Biologia

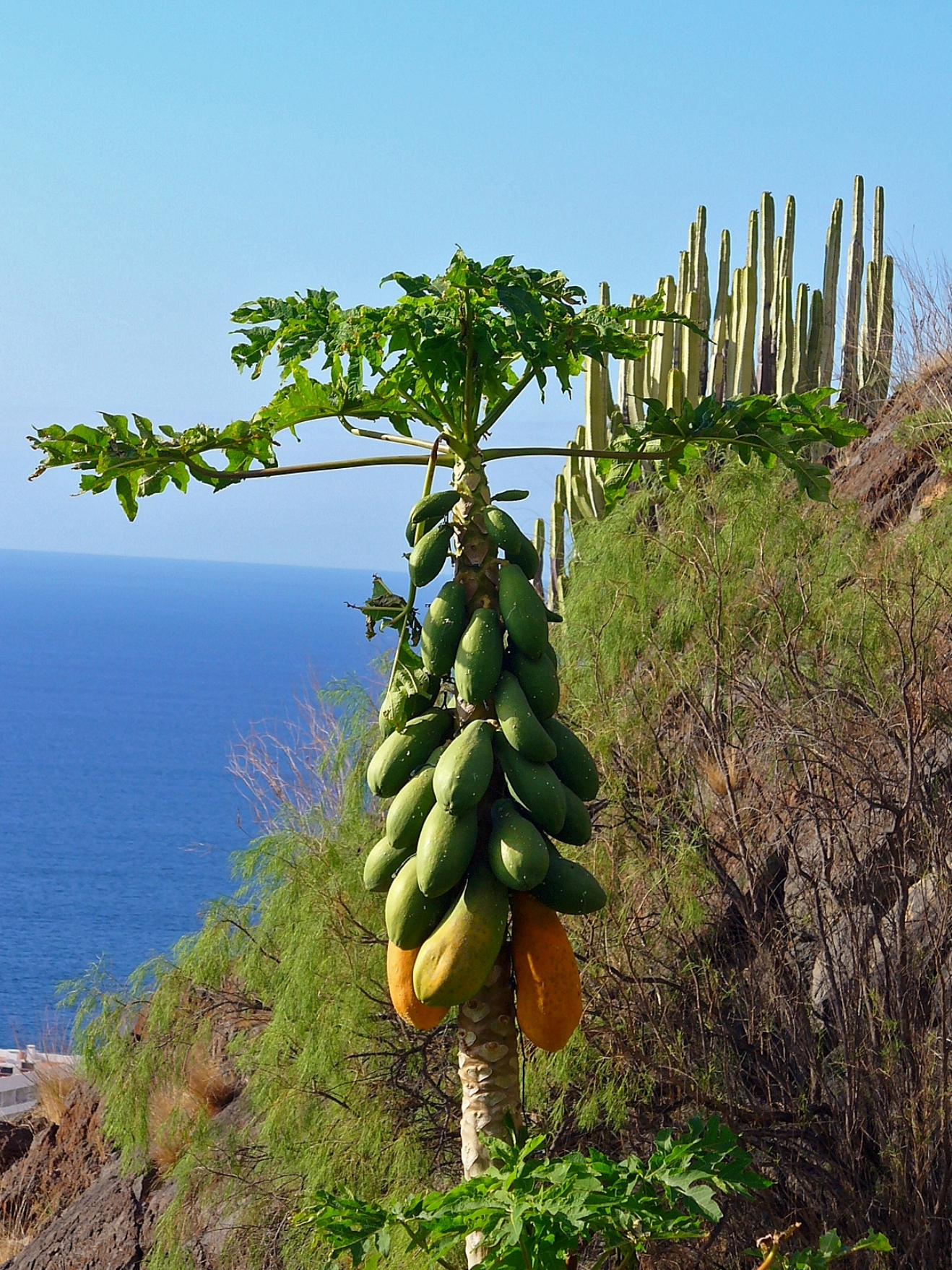
Carica papaya

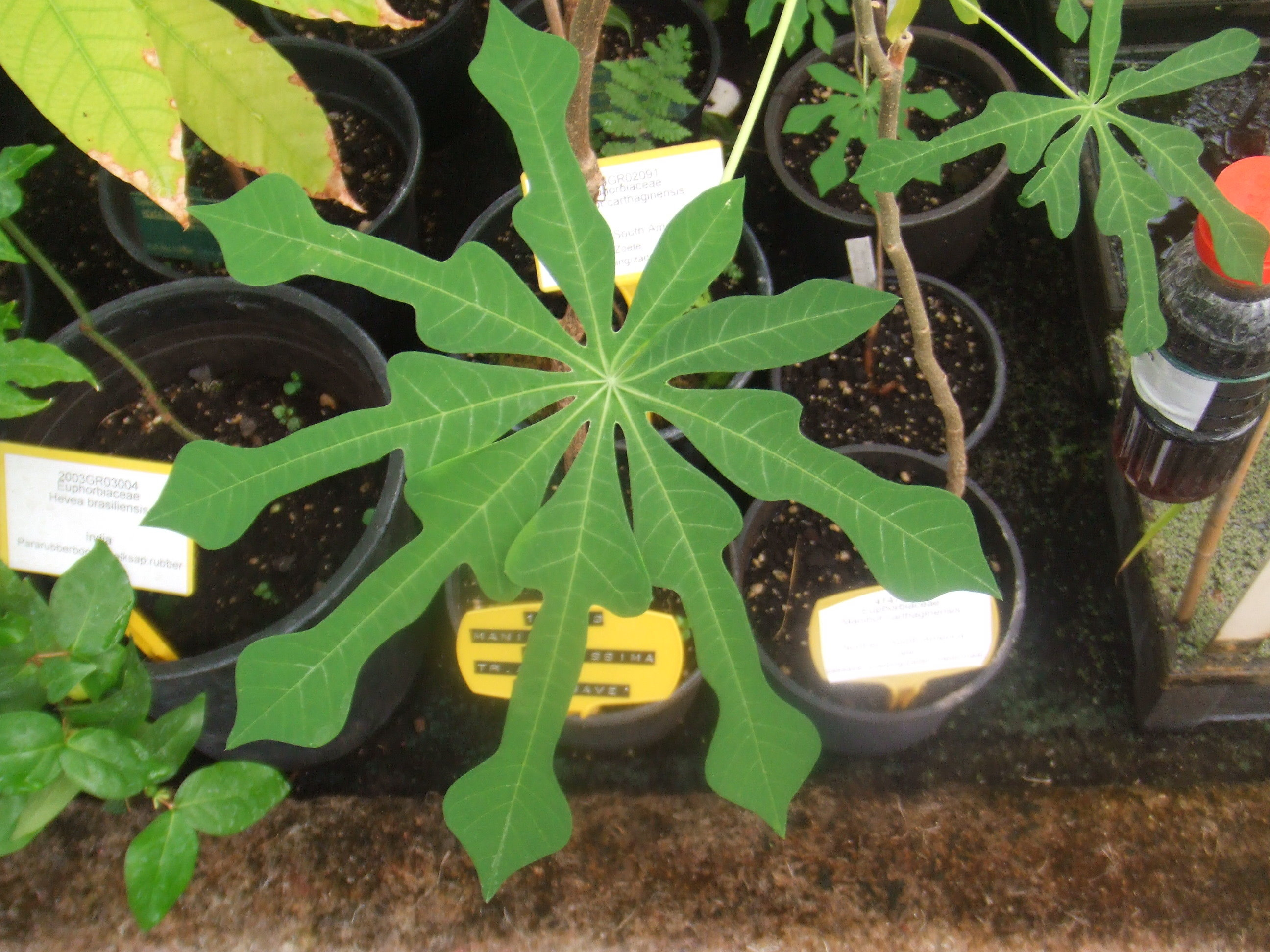
Manihot esculenta

Durante l'accoppiamento, le femmine richiamano i maschi grazie ad un feromone rilasciato da una ghiandola, posta all'estremità dell'addome.

### Periodo di volo
Gli adulti sono rinvenibili tutto l'anno.

### Alimentazione
Gli adulti si nutrono durante la notte del nettare di varie specie.
I bruchi attaccano le foglie di membri di diverse famiglie, tra cui:
- Carica papaya L. (Papaia o Papaya, Caricaceae)
- Manihot esculenta Crantz (Cassava o Manioca, Euphorbiaceae)
- Stemmadenia obovata (Hook. & Arn.) K.Schum (Apocynaceae)

## Tassonomia

### Sottospecie
Allo stato attuale non vengono riconosciute sottospecie:

### Sinonimi
È stato riportato un unico sinonimo:
- Isognathus yucatana Druce, 1888 - Ann. Mag. nat. Hist. (6) 2: 238 (sinonimo omotipico, basionimo) - Locus typicus: Messico, Yucatán.[1]